# 헤이르트 더 플리허르
헤이르트 더 플리허르(네덜란드어: Geert De Vlieger [ˈɣeːr də ˈvliɣər][*], 1971년 10월 16일, 오스트-플란데런 주 알스트 ~)는 벨기에의 전직 프로 축구 선수로, 현역 시절 골키퍼로 활약했다.

## 경력
더 플리허르는 덴더르몬더 출신이다. 그는 고향 베베런과 안데를레흐트에서 프로 초년 시절을 보내고 네덜란드로 건너가 2000년부터 2004년까지 빌럼 II에서 활약했다. 그는 1999년에 벨기에 국가대표팀 첫 국가대표팀 경기를 치르고 총 43번의 국제 경기에 자국을 대표로 출전했다. 그는 유로 2000에 주전 필리프 더 빌더의 후보 골키퍼로 대기하다가, 더 빌더가 유로 2000에서 부진한 활약을 보이자 2002년 월드컵에서 그가 주전 수문장으로 활약했다.
더 플리허르는 2004년 6월에 맨체스터 시티로 이적했지만, 아킬레스건 부상을 당해 2004-05 시즌을 통째로 빠졌고, 잉글랜드 무대에서 단 한 경기도 출전하지 못했다. 2006년 6월, 그는 쥘터 바레험과 계약하여 벨기에 1부 리그 무대에 복귀했다. 2008년 5월 30일, 더 플리허르는 스테인 스테이넌의 후보 골키퍼였던 글렌 페르바우베더가 코르트레이크로 임대를 보낸 클뤼프 브뤼허와 계약했다. 2011년 2월, 그는 39세로 현역 은퇴를 선언했다.

## 수상
베베런
- 2부 리그: 1990–91

안데를레흐트
- 벨기에 컵 준우승: 1996–97[13]

벨기에
- 월드컵 페어플레이상: 2002[14]

개인
- 벨기에 올해의 해외파상: 2001[15]
- 레베커 명예 시민: 2017[16]